# بودکسن
بودکسن (به آلمانی: Bödexen) یک منطقهٔ مسکونی در آلمان است که در هخستر واقع شده‌است. بودکسن ۸۵۱ نفر جمعیت دارد.